# Basilika San Nicola da Tolentino

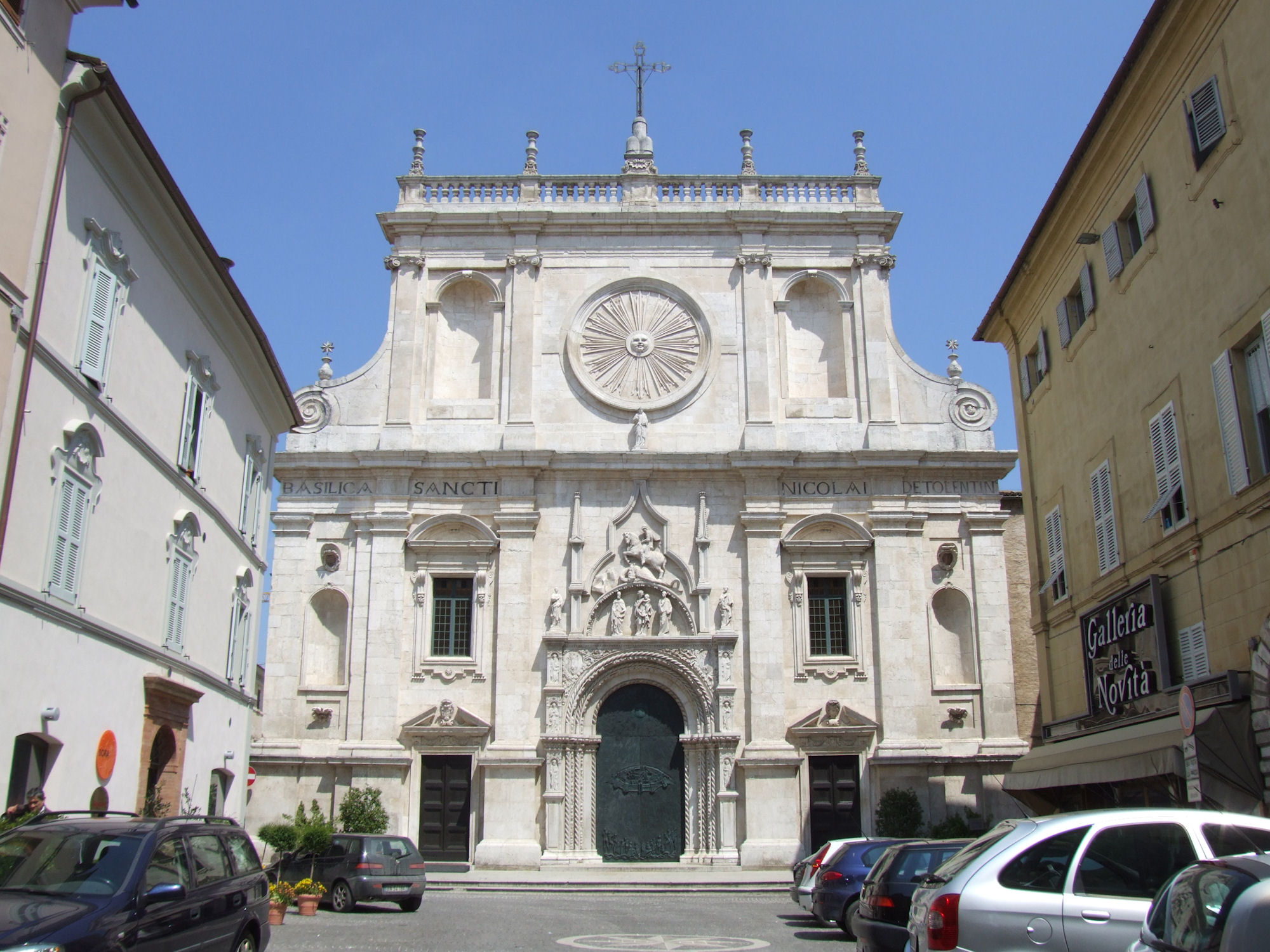
Basilika San Nicola da Tolentino

Die Basilika San Nicola da Tolentino ist eine römisch-katholische Wallfahrtskirche in Tolentino in der italienischen Provinz Marken im Bistum Macerata. Sie ist zugleich Klosterkirche eines Augustiner-Konvents.
Namensgeber der im 13. Jahrhundert errichteten Basilica minor ist der heilige Nikolaus von Tolentino, der hier am 10. September 1305 starb und dessen Gebeine in der Krypta der Basilika San Nicola da Tolentino aufbewahrt werden. Sie ist daher einer der bekanntesten Wallfahrtsorte Italiens.
Das Kirchengebäude bildet den Nordflügel des Kreuzgangs der Klosteranlage.